# یاسمین واردیمن
یاسمین واردیمن (زادهٔ: ۱۹۷۱)، رقص‌پرداز و رقاص زادهٔ اسرائیل و ساکن انگلستان است. او همچنین کارگردان هنری شرکت یاسمین واردیمن است که خودش در سال ۱۹۹۷ در انگلستان تأسیس کرد. واردیمن از سال ۲۰۰۶ هنرمند همکار تئاتر سدلرز ولز است.
کار واردیمن توسط مؤسسه بین‌المللی تئاتر به رسمیت شناخته شده و در سال ۲۰۱۳ به علت ممتاز بودن رقص‌اش در سطح بین‌المللی و طراحی رقص در سالهای اخیر جایزه دریافت کرده‌است.رویال هالووی، دانشگاه لندن هم مشارکت‌های واردیمن را در رقص و تئاتر به رسمیت شناخته و در سال ۲۰۱۴ به او دکترای افتخاری داده‌است.

## حرفه
واردیمن در یک کیبوتص در اسرائیل مرکزی بزرگ شد. پس از سالها تمرین ورزش ژیمناستیک در سن ۱۴ سالگی رقص را شروع کرد. واردیمن به مدت پنج سال عضو شرکت رقص معاصر کیبوتص شد. او در سال ۱۹۹۵ پس از دریافت جایزهٔ طراحی رقص «در راه لندن» از طرف شورای فرهنگی بریتانیا به اروپا رفت.
شرکت رقص یاسمین واردیمون (با نام سابق شرکت رقص Zbang) در سال ۱۹۹۷ در لندن تأسیس شده و در سال ۲۰۰۱ به ثبت رسید.
واردیمن سال ۱۹۹۸ هنرمند عضو مرکز رقص د پلیس و از ۱۹۹۹ تا ۲۰۰۵ شریک رقص مرکز یورکشایر شد. در ۲۰۰۴ شرکت یاسمین واردیمن اسپانسر منظم شورای هنر انگلستان شد و از آن زمان سرمایه‌گذار ملی شورای هنر انگلستان است.